# Trans-World-Airlines-Flug 847

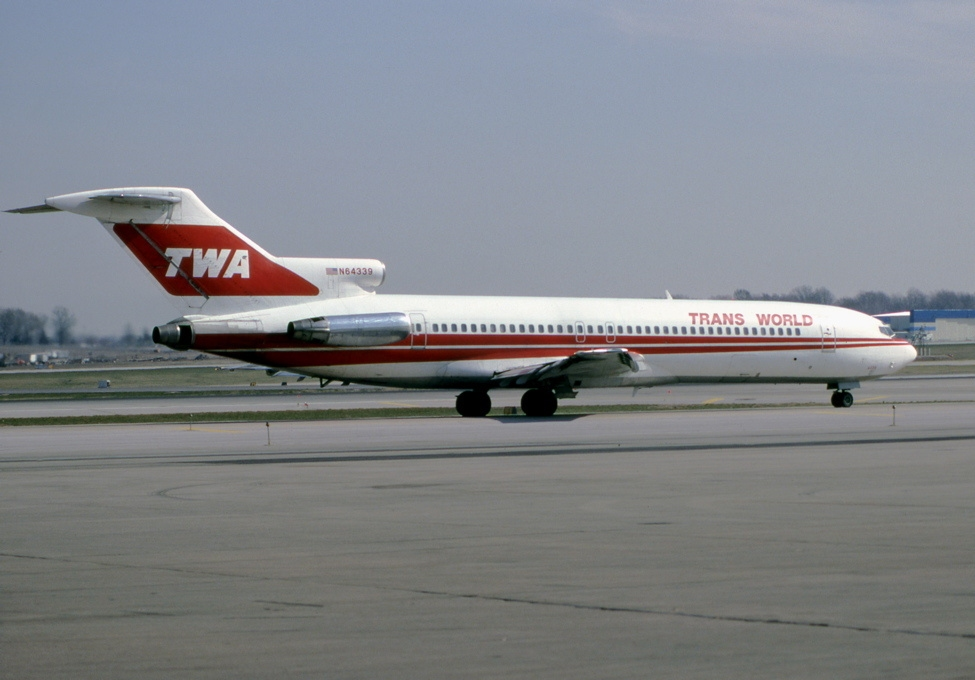
Das entführte Flugzeug mit dem Luftfahrzeugkennzeichen N64339 (1987)

Der TWA-Flug 847 war ein internationaler Flug mit einer Boeing 727 der Trans World Airlines, die am 14. Juni 1985 durch die terroristische Organisation für die Unterdrückten der Welt, eine Gruppe mit Verbindungen zur Hisbollah, auf dem Flug von Athen nach Rom entführt wurde. Für die Crew und die Passagiere begann daraufhin ein dreitägiger Irrflug durch die Mittelmeerregion, bei dem ein amerikanischer Passagier ermordet wurde. Einige Dutzend Passagiere wurden dann von der Terrororganisation noch zwei Wochen festgehalten.

## Flugzeugentführung
Mit 153 Passagieren an Bord startete Flugkapitän John Testrake am 14. Juni 1985 um 10:10 Uhr Ortszeit eine von TWA im Jahr 1974 direkt von Boeing erworbene Boeing 727-200 mit dem Luftfahrzeugkennzeichen N64339 und Seriennummer 20844 vom Flughafen der griechischen Hauptstadt in Richtung Rom. Mit zur Crew gehörten Copilot Philip G. Maresca, Bordingenieur Benjamin C. Zimmerman sowie die Flugbegleiterin Uli Derickson.
Kurz nach dem Start forderten zwei Libanesen eine Kursänderung. Die beiden Männer hatten Pistolen und Granaten an den Sicherheitskontrollen vorbei geschmuggelt. Ein dritter Komplize mit dem Namen Ali Atwa war zuvor von der Passagierliste gestrichen worden und wurde später in Griechenland festgenommen.

### Nach Beirut, dann nach Algier
Das Flugzeug wurde aus dem griechischen Luftraum in den Nahen Osten umgeleitet und machte seinen ersten Stopp in Beirut im Libanon, wo 19 Passagiere – 17 ältere Frauen und zwei Kinder – im Austausch für die Betankung des Flugzeuges freigelassen wurden. Zu der damaligen Zeit befand sich der Libanon im Bürgerkrieg und Beirut war in Sektoren aufgeteilt, die von verschiedenen Milizen kontrolliert wurden.
Am Nachmittag hob das Flugzeug dann in Richtung Algier, Algerien in Nordafrika ab, wo weitere 20 Passagiere während eines fünfstündigen Aufenthaltes freigelassen wurden, bevor die Maschine in der Nacht zum Samstag nach Beirut zurückkehrte.

### Zurück in Beirut
Während dieses Aufenthaltes identifizierten die Entführer einen US-Navy-Taucher, Robert Stethem, zwischen den Passagieren. Sie folterte ihn, erschossen ihn und warfen seine Leiche aus dem Flugzeug auf die Start- und Landebahn. Seine Identifizierung war nur noch über die Fingerabdrücke möglich. Mehrere Passagiere mit jüdisch klingenden Namen wurden aus dem Flugzeug weggebracht, aber nicht freigelassen.

### Wieder Algier, wieder Beirut
Der internationale Flughafen von Beirut ist von schiitischen Stadtvierteln umgeben, hat aber keinen Sicherheitszaun und die Anwohner konnten problemlos auf das Flugfeld gelangen. Fast ein Dutzend bewaffneter Männer begleitete die Luftpiraten, bevor das Flugzeug am Samstag, dem 15. Juni 1985 nach Algier zurückkehrte, wo weitere 65 Passagiere sowie die Flugbegleiterin Derickson freigelassen wurden. Am Sonntag, dem 16. Juni kehrte die Maschine erneut nach Beirut zurück, wo sie am Nachmittag landete und verblieb.
Die anfänglichen Forderungen der Entführer waren:
- die Freilassungen aller Schiiten, die von Israel im Libanon festgehalten wurden,
- die internationale Verurteilung der israelischen Militäraktionen im südlichen Libanon,
- die Verurteilung der Aktionen der Vereinigten Staaten im Nahen Osten und
- die Verurteilung des Beiruter Autobombenanschlags vom 8. März 1985. (Gerüchten zufolge war das Attentat, bei dem 80 Menschen getötet wurden, auf Veranlassen der Central Intelligence Agency begangen worden.)

Die griechische Regierung entließ Ali Atwa aus der Untersuchungshaft und im Gegenzug ließen die Entführer acht griechische Bürger frei, unter ihnen der griechische Sänger Demis Roussos.
Am Morgen des 17. Juni 1985 wurden die restlichen an Bord befindlichen Geiseln an einen Ort außerhalb des Flugzeugs gebracht, um eine Befreiung durch Kommandoeinheiten zu vermeiden. Diese Geiseln wurden unter die Gewalt von Nabih Berri gestellt, dem schiitischen Führer der Amal-Miliz. Berri war ein Mitglied der zersplitterten libanesischen Regierung. Eine der Geiseln wurde freigelassen, als Herzprobleme auftraten. Die übrigen 39 Geiseln – d. h. einschließlich der bereits nach der zweiten Landung in Beirut festgehaltenen Geiseln mit jüdisch klingenden Namen – blieben bis zum 30. Juni gefangen. An diesem Tag wurden sie nach Syrien gebracht und sodann an Bord einer Maschine der US Air Force nach Deutschland geflogen.
Innerhalb eines Monats nach der Entführung entließ Israel 31 der von den Entführern genannten inhaftierten schiitischen Häftlinge. Israel bestritt allerdings jeden Zusammenhang und sagte, dass die Entlassungen lange geplant gewesen seien.

### Lob und Anerkennung für Flugbegleiterin Uli Derickson
Die wegen ihres besonnenen Verhaltens von Presse und Öffentlichkeit gelobte deutsch-amerikanische Flugbegleiterin Uli Derickson übte während der Entführung als vermittelnde Übersetzerin beruhigenden Einfluss auf die Entführer aus, womit sie das Leben vieler Passagiere rettete. So gelang es ihr, die Entführer nach der ersten Landung in Beirut erfolgreich zu überreden, die 17 älteren Frauen und zwei Kinder freizulassen. Da die Entführer kaum Englisch sprachen, jedoch einer von ihnen Deutsch beherrschte, war ihr Deutsch die einzige Möglichkeit einer hinreichend verständlichen Kommunikation mit den Entführern. Insbesondere als das auf dem Flughafen Algier für die Versorgung mit Treibstoff verantwortliche Bodenpersonal sich nach der zweiten dortigen Landung weigerte, das Flugzeug ohne Bezahlung aufzutanken, entspannte sie die kritischen Situationen, indem sie ihre eigene Kreditkarte zur Bezahlung von mehreren tausend Gallonen Flugbenzin für 11.000 USD zur Verfügung stellte.
1985 erhielt sie das Verdienstkreuz am Bande der Bundesrepublik Deutschland sowie das „Silver Cross for Heroism“ (Silbernes Kreuz für Heldenmut) als erster weiblicher Empfänger dieser seit 1957 durch den US-amerikanischen Veteranenverband Legion of Valor vergebenen Auszeichnung.

## Folgen
Am 10. Oktober 2001 wurden die drei beschuldigten Flugzeugentführer Imad Mughnija, Ali Atwa und Hassan Izz-Al-Din in der Folge des 11. September 2001 neben weiteren 19 flüchtigen Terroristen in die Liste FBI Most Wanted Terrorists aufgenommen. Für ihre Festsetzung wird von den Vereinigten Staaten nach wie vor eine Belohnung von 5 Millionen USD angeboten. Mughnija kam allerdings im Februar 2008 bei einem Autobombenanschlag ums Leben.
Ein weiterer Entführer, Mohammed Ali Hammadi wurde 1987 in Frankfurt am Main festgenommen, als er zwei Jahre nach der Entführung von TWA-Flug 847 versuchte, flüssige Sprengstoffe zu schmuggeln. Er wurde zudem wegen Ermordung des TWA-Passagiers Robert Stethem angeklagt und zu lebenslanger Haft verurteilt. Nach Verbüßung von fast 19 Jahren Haft wurde er von den deutschen Behörden im Dezember 2005 aufgrund von Einschätzungen, dass er nicht mehr gefährlich sei, unter der Auflage entlassen, unmittelbar in den Libanon auszureisen, die er auch erfüllte. Die Bundesregierung wies Spekulationen zurück, dass dies im Rahmen eines Handels erfolgt sei, der zur Freilassung der deutschen Geisel Susanne Osthoff im Irak führte. Bereits 2004 war in Israel über die bevorstehende Entlassung Hamadis als Gegenleistung für Informationen über das Schicksal des entführten israelischen Soldaten Ron Arad berichtet worden. Anschließend bemühten sich die Vereinigten Staaten gegenüber den libanesischen Behörden um die Auslieferung von Mohammed Ali Hammadi wegen Mordes an Robert Stethem während der Flugzeugentführung. Am 24. Februar 2006 wurde Mohammed Ali Hammadi unter dem Namen Mohammed Ali Hamadei weiterhin auf der FBI-Liste der meistgesuchten Terroristen geführt. Im Juni 2010 wurde er bei einem US-Drohnenangriff in Pakistan getötet.
34 Jahre nach der spektakulären Flugzeugentführung hatte die griechische Polizei am 19. September 2019 nach eigenen Angaben einen der mutmaßlichen Täter festgenommen. Für den 65-Jährigen lägen zwei von Deutschland beantragte europäische Haftbefehle vor, teilten die griechischen Behörden mit. Die Festnahme sei auf der Insel Mykonos erfolgt. Laut Medienberichten war der Mann in das zentrale griechische Gefängnis Korydallos nahe Athen überführt worden. Zwei Tage später stellte sich heraus, dass die Person auf Grund einer Namensgleichheit in das Visier der Ermittler geriet. Es handelte sich um einen libanesischen Journalisten, der wieder auf freien Fuß gesetzt wurde.
Das FBI veröffentlichte auf seinen Fahndungspostern die Namen aller vier beschuldigten Entführer als führende Mitglieder einer laut FBI „Lebanese Hezbollah“ genannten Gruppierung, die als Terrororganisation eingestuft ist. Die Hisbollah dementiert – wie bei einer Reihe anderer Attacken, die der Bewegung zugeschrieben werden – eine Beteiligung an der Entführung.
Die entführte Boeing 727-200 verblieb zunächst bei TWA bis November 2000 (letzter Flug am 30. September von New Orleans nach St. Louis) und wurde im Mai 2002 von Aeroturbine, einem amerikanischen Unternehmen, das sich auf den Weiterverkauf von Flugzeugteilen spezialisiert hat, in Victorville, Kalifornien, ausgeschlachtet.

## Film
- Der Film Delta Force (1986) ist durch die Ereignisse inspiriert worden.
- Der Fernsehfilm The Taking of Flight 847: The Uli Derickson Story (1988) basiert direkt auf der Entführung.